# Amado Nervo
Amado Nervo (Tepic, Nayarit, 27 augustus 1870—Montevideo, 24 mei 1919), ook bekend als Juan Crisóstomo Ruiz de Nervo, was een Mexicaanse schrijver en diplomaat.

## Werken
- El bachiller (1896)
- Místicas, 1892-1895 (1898)
- Perlas negras (1898)
- Poemas (1901)
- La hermana agua (1901)
- El éxodo y las flores del camino (1902)
- Lira heroica (1902)
- Otras vidas (1905)
- La literatura lunar y la habitabilidad de los satélites (1905)
- Los jardines interiores (1905)
- Almas que pasan: Últimas prosas de Amado Nervo (1905)
- En voz baja (1909)
- Ellos; Los que ignoran que están muertos; La locomotora; Las varitas de virtud, etc.  (1909)
- Juana de Asbaje (1910)
- Mis filosofías (1912)
- Poemas (1912)
- Serenidad, 1909-1912 (1914)
- Elevación (1917)
- Plenitud (1918)
- El sexto sentido (1918)
- El estanque de los lotos (1919)
- La mujer moderna y su papel en la evolución actual del mundo (1919)
- La última vanidad: Colección de autógrafos (1919)

- Bibsys: 50751
- Biblioteca Nacional de España: XX1081429
- Bibliothèque nationale de France: cb12409548p (data)
- Catàleg d'autoritats de noms i títols de Catalunya: 981058516286406706
- CiNii: DA08833757
- Gemeinsame Normdatei: 11878594X
- International Standard Name Identifier: 0000 0001 0861 3678
- Library of Congress Control Number: n81004395
- Nationale Bibliotheek van Tsjechië: kup19950000069818
- Nationale Bibliotheek van Israël: 987007594778605171
- Nationale en Universitaire bibliotheek Zagreb: 000045955
- Nederlandse Thesaurus van Auteursnamen: 070807833
- Istituto Centrale per il Catalogo Unico: DDSV286128
- SNAC: w6t452vk
- Système universitaire de documentation: 033205620
- Virtual International Authority File: 97487
- WorldCat: E39PBJqw3fMpyxJCddtbxdm68C